# Järnvägsinspektionen
Järnvägsinspektionen var en myndighet i Sverige från 1988 till 30 juni 2004. Den etablerades samtidigt som Banverket skapades 1988 i samband med att dåvarande Statens Järnvägars Banavdelning avskiljdes. Järnvägsinspektionen gav tillstånd och godkände spåranläggningar och fordon enligt järnvägssäkerhetslagen (1990:1157) inom järnväg och tunnelbana. Vidare utförde Järnvägsinspektionen utredningar av allvarliga tillbud och olyckor enligt lagen om utredning av olyckor. Inspektionen skapades som en reaktion på att ett antal allvarliga järnvägsolyckor skedde under 1980-talet. Då järnvägssektorn förlorade marknadsandelar till andra transportslag tog EU-kommissionen ett antal direktiv för att liberalisera järnvägsmarknaden. Sverige och Järnvägsinspektionens arbetssätt har i detta arbete varit Europaledande och föregångsland för andra medlemsstater.
Viktiga milstolpar i Järnvägsinspektionens historia är etableringen i Borlänge 1990, prövningen av tillstånd för drift av Öresundsbroförbindelsen 2000, prövningen av tillstånd 2001 för de ur Statens Järnvägar uppdelade bolagen SJ AB (persontrafik), Green Cargo AB (godstrafik), Trafficare AB (trafiknära underhåll), Euromaint AB (tungt fordonsunderhåll), TrainMaint AB (lättare fordonsunderhåll). När Sverige implementerade EU:s första järnvägspaket 1 juli 2004 med en ny järnvägslag upphörde Järnvägsinspektionen. Dess uppgifter övertogs istället av Järnvägsstyrelsen.